# Choleva glauca
Choleva glauca är en skalbaggsart som beskrevs av James Britten 1918. Choleva glauca ingår i släktet Choleva, och familjen mycelbaggar. Arten är reproducerande i Sverige.